# Liste der Monuments historiques in Bayard-sur-Marne
Die Liste der Monuments historiques in Bayard-sur-Marne führt die Monuments historiques in der französischen Gemeinde Bayard-sur-Marne auf.

## Liste der Immobilien
| Bezeichnung                  | Beschreibung            | Standort                                        | Kennzeichnung | Schutzstatus | Datum | Bild           |
| ---------------------------- | ----------------------- | ----------------------------------------------- | ------------- | ------------ | ----- | -------------- |
| Kirche Conversion-de-St-Paul | aus dem 13. Jahrhundert | Prez-sur-Marne, avenue Georges-Chatelain (Lage) | PA00078949    | Inscrit      | 1925  | weitere Bilder |

## Liste der Objekte
| Bezeichnung                   | Beschreibung                                            | Standort                                                   | Kennzeichnung | Schutzstatus | Datum | Bild |
| ----------------------------- | ------------------------------------------------------- | ---------------------------------------------------------- | ------------- | ------------ | ----- | ---- |
| Skulptur Madonna mit Kind (1) | Stein, 16. Jahrhundert; aus dem Kloster Trois-Fontaines | Prez-sur-Marne, in der Kirche Conversion-de-St-Paul (Lage) | PM52000085    | Classé       | 1923  |      |
| Skulptur Madonna mit Kind (2) | Holz, 16. Jahrhundert                                   | Prez-sur-Marne, in der Kirche Conversion-de-St-Paul (Lage) | PM52000086    | Classé       | 1923  |      |